# Руденко, Александр Иванович (экономист)
Руденко Александр Иванович (3 июня 1937, Кривой Рог, Днепропетровская область — 6 мая 2006) — советский и белорусский учёный-экономист. Доктор экономических наук (1991), профессор (1988).

## Биография
Родился 3 июня 1937 года в городе Кривой Рог Днепропетровской области.
В 1961 году окончил Криворожский горнорудный институт.
В 1972—1997 годах — в Белорусском государственном экономическом университете: профессор кафедры экономики промышленных предприятий, в 1987—1997 годах — заведующий кафедрой.
В 1997—2006 годах — в Крымском экономический институте КНЭУ в Симферополе: директор и одновременно заведующий кафедрой экономики предприятий.
Умер 6 мая 2006 года.

## Научная деятельность
Научные интересы касались организации и экономической эффективности производств; проблем методологии и методики оценки и повышения эффективности капитального строительства.

### Научные труды
- Повышение экономической эффективности добычи железной руды на глубоких горизонта: диссертация доктора экономических наук в форме научного доклада: 08.00.05 / Руденко Александр Иванович. ― М., 1990.
- Исследование экономической эффективности концентрации и интенсификации горных работ на рудниках Криворожского бассейна: автореферат диссертации кандидата экономических наук / Руденко А. И. ― М., 1966.
- Руденко, А. И. Экономика предприятия: учебное пособие. — 3-е изд., перероб. и доп. — Симферополь: Таврия, 2005. — 320 с.
- Наливайченко С. П. , Руденко А. И., Амельченко Т. В. Инвестиционные проблемы предприятий: монография; под ред. д.э.н., проф. С. П. Наливайченко; Крымский экономический институт ГВУЗ «КНЭУ им. В. Гетьмана». — Издание 2-е, перераб. — Симферополь: Таврия, 2007. — 292 с.